# تورنمنت شطرنج آمبر
تورنمنت شطرنج آمبر (با نام رسمی تورنمنت شطرنج سریع و غایب آمبر، در گذشته ملودی آمبر) یک تورنمنت شطرنج سالیانه است که به صورت رفت و برگشت در دو بخش شطرنج سریع و شطرنج غایب (چشم‌بسته) از سال ۱۹۹۲ به این سو بین تعدادی از بهترین بازیکنان شطرنج جهان که به این مسابقات دعوت شده‌اند در شهر مونت کارلو در موناکو برگزار می‌شود. این تورنمنت با حمایت مالی تاجر و شطرنج‌باز هلندی یوپ وان اوستروم و به نام دختر او ملودی آمبر برگزار می‌شود.
در این تورنمنت همه حاضران یک دور به صورت چشم‌بسته و یک دور به صورت سریع با هم رقابت گرده و در پایان قهرمان رقابت در بخش غائب، در بخش سریع و در بخش مجموع مشخص می‌شود.
تا سال ۲۰۱۱ بیشترین قهرمانی در کل دوره‌های مسابقات به ولادیمیر کرامنیک شطرنج‌باز روس و قهرمان سابق جهان با ۶ دوره قهرمانی، بیشترین قهرمانی در بخش سریع به ویسواناتان آناند شطرنج‌باز هندی و قهرمان کنونی جهان با ۹ دوره، و بیشترین قهرمانی در بخش غایب هم به کرامنیک با ۹ دوره تعلق دارد. آناند تنها شطرنج‌بازی است که در هر دو بخش سریع و غایب در یک دوره قهرمان شده‌است که این مهم را در سال‌های ۱۹۹۷ و ۲۰۰۵ به ثبت رسانده‌است.